# Lecionário 4
O Lecionário 4 (designado pela sigla ℓ 4 na classificação de Gregory-Aland) é um antigo manuscrito do Novo Testamento. Paleograficamente datado do Século XI d.C..
Este codex contém lições dos evangelhos de Mateus, Lucas e João (conhecido como Evangelistarium).. Foi escrito em grego, e actualmente se encontra na Biblioteca da Universidade de Cambridge.